# Gulbinkas purvs
Gulbinkas purvs este o arie protejată (arie specială de conservare — SAC, sit de importanță comunitară — SCI, arie de protecție specială avifaunistică — SPA) din Letonia întinsă pe o suprafață de 114,21 ha, integral pe uscat.

## Localizare
Centrul sitului Gulbinkas purvs este situat la coordonatele 56°34′30″N 27°39′57″E / 56.5751°N 27.6658°E.

## Înființare
Situl Gulbinkas purvs a fost declarat arie de protecție specială avifaunistică în decembrie 2002 pentru a proteja 1 specie de plante. Alte tipuri de protecție:
- sit de importanță comunitară (în mai 2004)
- arie specială de conservare (în mai 2004)[1][3][4]

## Biodiversitate
Situată în ecoregiunea boreală, aria protejată conține 3 habitate naturale: Mlaștini turboase de tranziție și turbării mișcătoare, Păduri caducifoliate de mlaștină fino-scandinave, Mlaștini împădurite.
La baza desemnării sitului se află o specie protejată de  plante: Hamatocaulis vernicosus
Pe lângă speciile protejate, pe teritoriul sitului au mai fost identificate 3 specii de plante, 1 specie de nevertebrate.